# Emil Hertzka
Emil Hertzka (* 3. August 1869 in Pest, Österreich-Ungarn; † 9. Mai 1932 in Wien) war ein österreichischer Verleger. Er war von 1907 bis 1932 Direktor des Wiener Musikverlages Universal Edition.

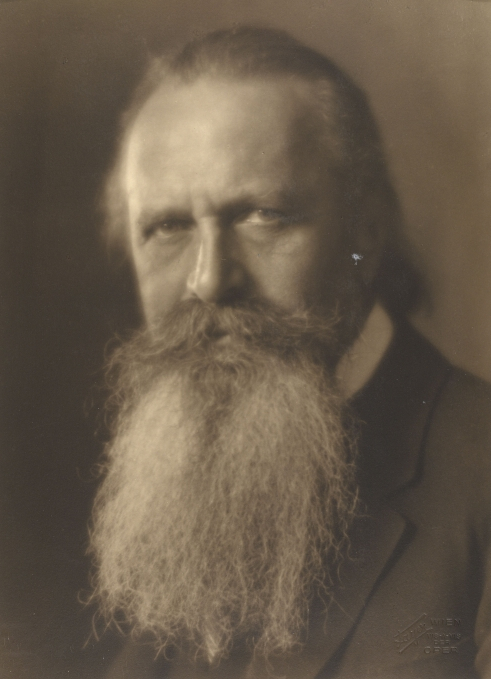
Emil Hertzka, Foto von Georg Fayer (1927)

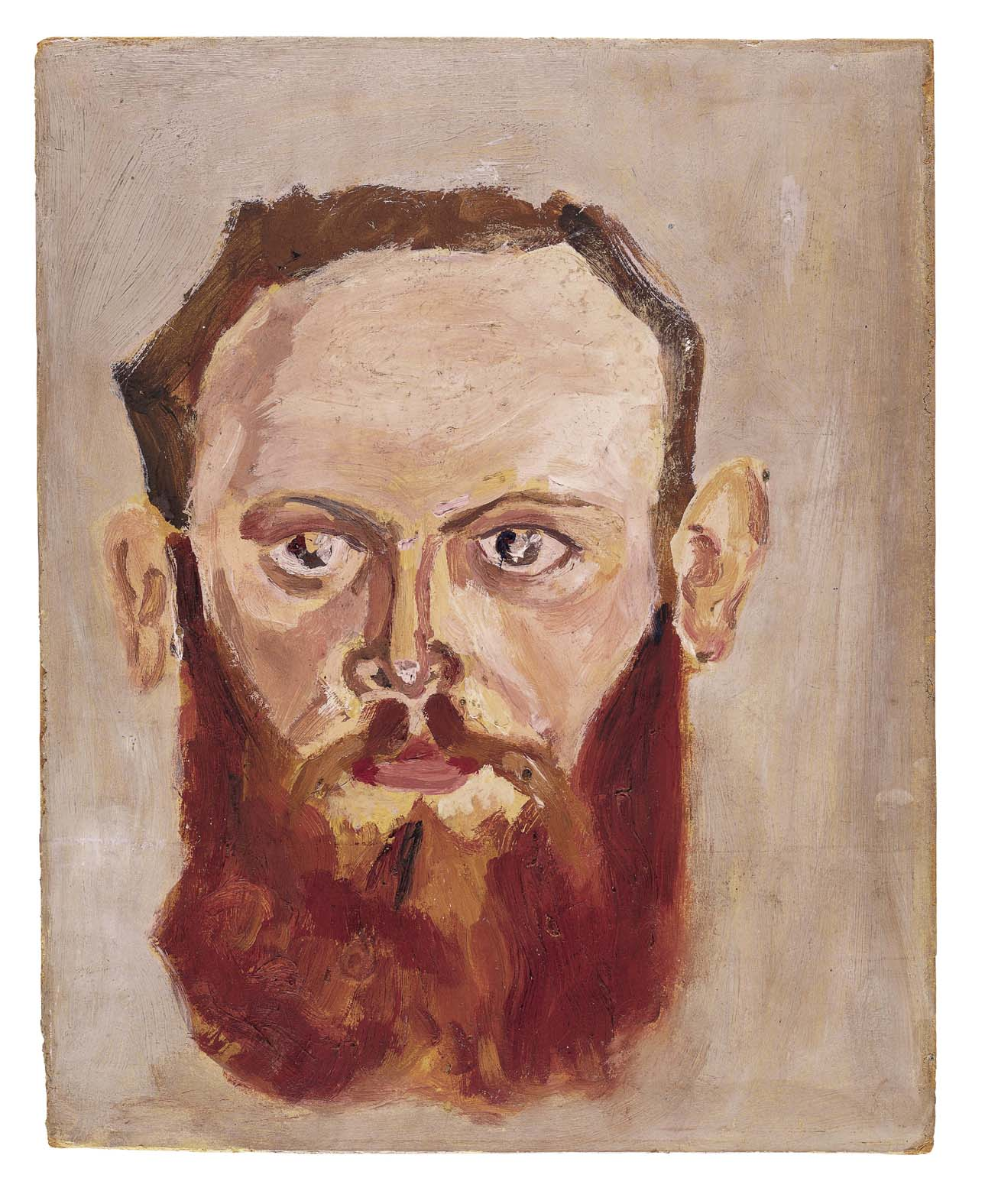
Arnold Schönberg: Emil Hertzka, um 1910

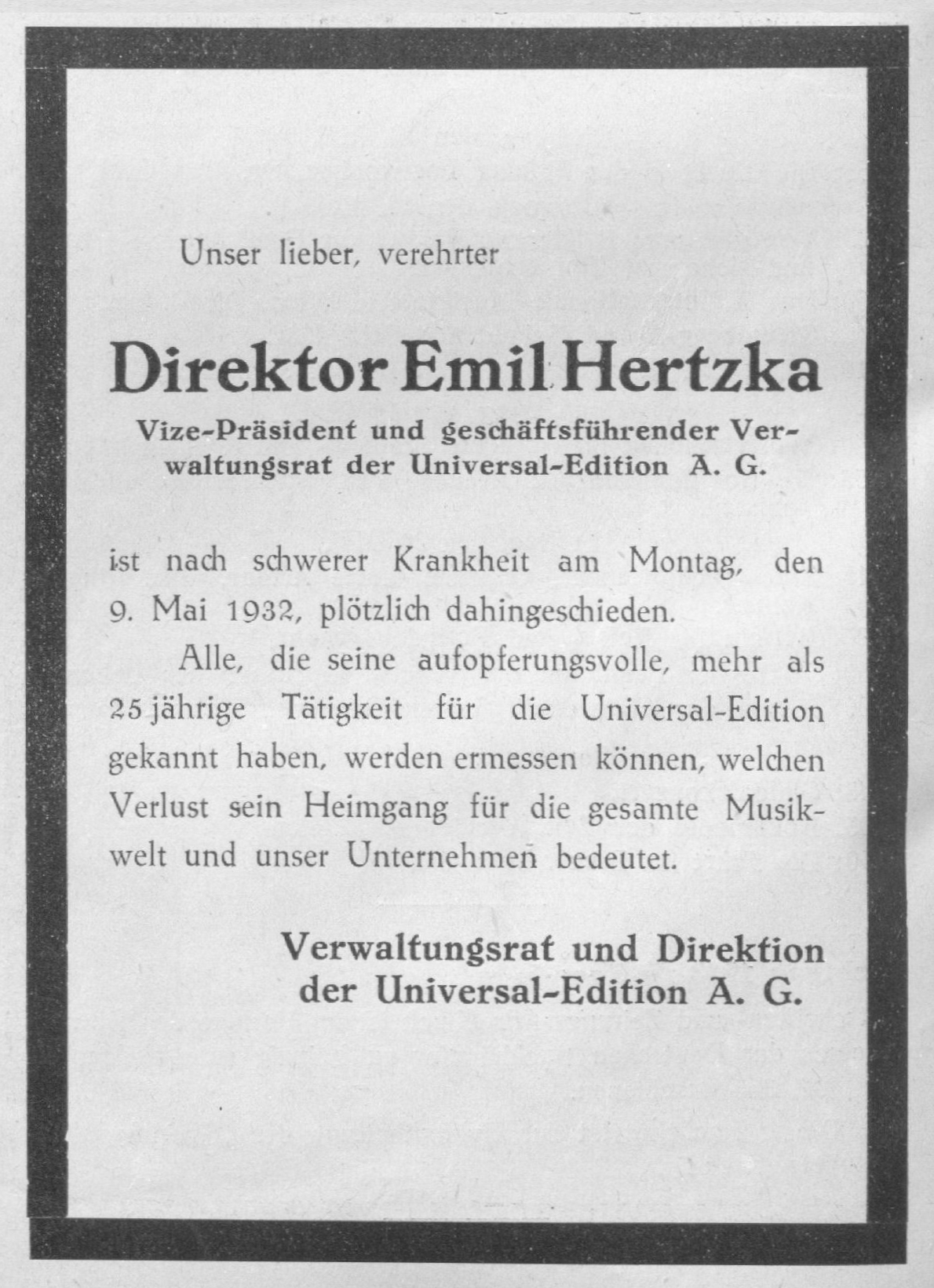
Die Todesanzeige der UE

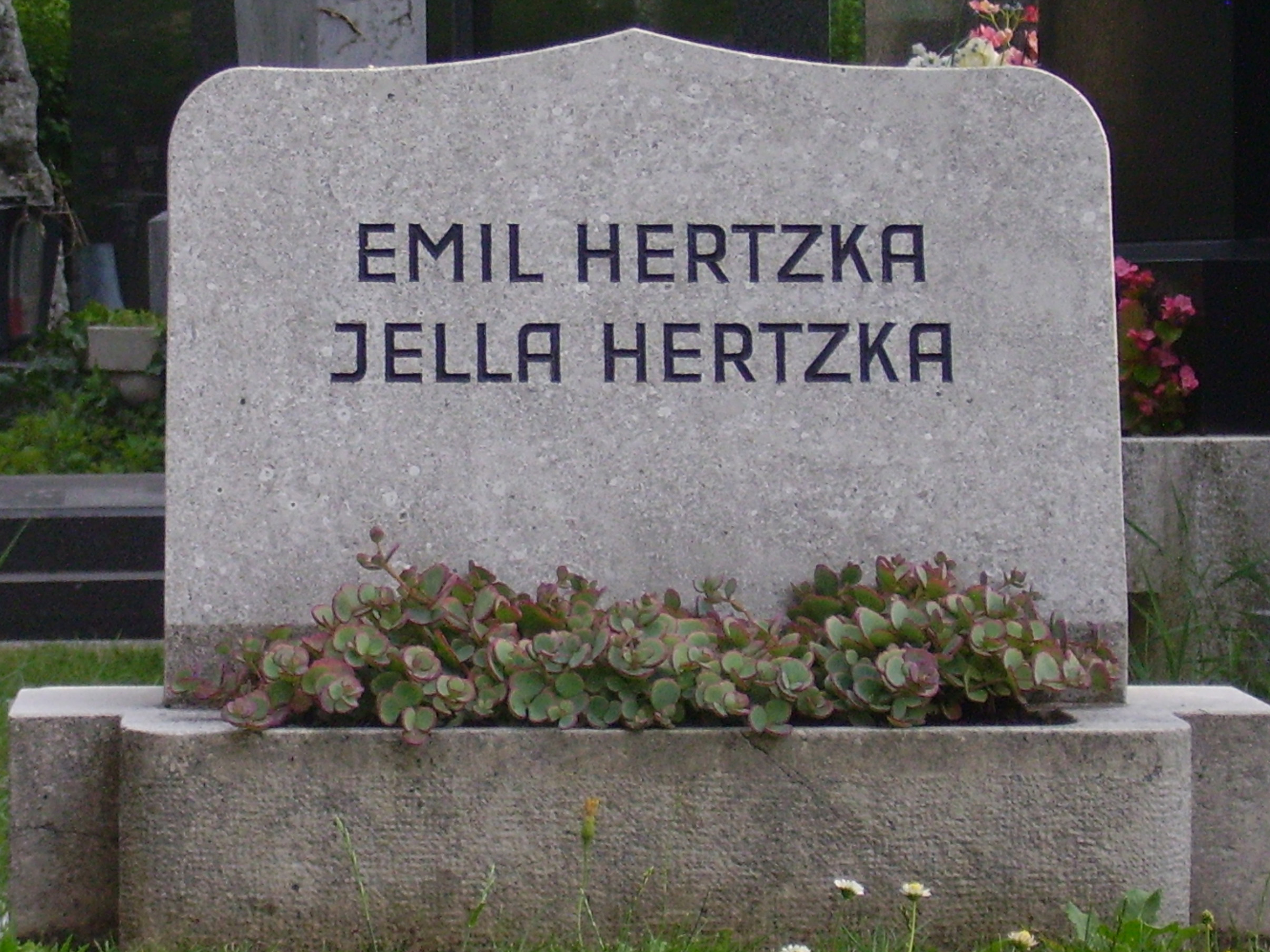
Grabstein auf dem Döblinger Friedhof in Wien

## Leben
Emil Hertzka studierte zunächst Chemie und daneben Musik und Literatur an der Universität Wien, bis er das Chemiestudium aus gesundheitlichen Gründen aufgeben musste. 1893 begann er beim Musikverlag Josef Weinberger zu arbeiten, war dann Geschäftsleiter des Verlages Gustav Lewy & Co und wechselte 1901 zu dem im selben Jahr gegründeten Musikverlag Universal Edition-AG (UE), einer Aktiengesellschaft, an der sich neben Josef Weinberger unter anderen auch der Musikverleger Bernhard Herzmansky (Doblinger) beteiligte. 1907 wurde Hertzka Direktor und blieb es bis zu seinem Tod im Jahr 1932. Hatte die UE in den ersten Jahren ein eher traditionelles und klassisches Verlagsprogramm, wurde die UE unter seiner Leitung zu einem der wichtigsten Verlage für zeitgenössische europäische Musik und prägte damit die Firma bis in die heutige Zeit.
1909 schloss er die ersten Verträge mit zeitgenössischen Komponisten, und zwar mit Gustav Mahler, Arnold Schönberg und Franz Schreker, dessen Oper Der ferne Klang das erste Bühnenwerk der UE war. Außerdem übernahm er einen Großteil der Werke von Anton Bruckner aus dem Verlag Albert J. Gutmann. Nach und nach konnte er die damals bedeutendsten lebenden Komponisten, wie Karol Szymanowski, Franz Schmidt, Egon Wellesz, Alban Berg, Anton Webern, Alexander Zemlinsky, Alfredo Casella, Leoš Janáček, Béla Bartók, Zoltán Kodály, Kurt Weill, Hanns Eisler, Ernst Krenek, Josef Matthias Hauer, Darius Milhaud oder Gian Francesco Malipiero an den Verlag binden.
Aber auch bei den Notenausgaben beschritt er neue Wege: ab 1912 arbeitete man im Verlag an der Herausgabe der Prachtedition „Klassiker der Tonkunst“. Von 1919 bis 1938 gab der Verlag die 1894 begründete Reihe der „Denkmäler der Tonkunst in Österreich“ heraus und betreute sie mit dem Herausgeber Guido Adler bis zum 83. Band im Jahr 1938. Eine weitere Neuerung war die Sparte Buchverlag, wo neben einzelnen musiktheoretischen Veröffentlichungen, wie die „Harmonielehre“ Schönbergs oder die Werkanalysen von Wöss und Specht, wichtige Periodika erschienen: die „Musikblätter des Anbruch“ (1919–1937) oder „Pult und Taktstock“ (1924–1930).
Zum Zeitpunkt von Hertzkas Tod, er starb nach kurzer, schwerer Krankheit im Wiener Sanatorium Löw an einem Herzleiden, umfasste der Verlagskatalog rund 10.000 Titel. Sein Grab befindet sich auf dem Döblinger Friedhof (Israelitische Abteilung; Gruppe I4, Reihe 3, Nr. 1A).
Zur Erinnerung an Hertzka wurde von 1933 bis 1937 ein jährlicher Kompositionspreis vergeben. Seine Frau Yella Hertzka (1873–1948), geb. Fuchs, führte den Verlag nach seinem Tod bis zum "Anschluss" Österreichs 1938 und nach der Rückkehr aus dem erzwungenen Exil ab 1946 bis zu ihrem Tod.
Im Jahr 1959 wurde in Wien-Favoriten (10. Bezirk) der Emil-Hertzka-Platz nach ihm benannt.

## Zitat
Im Vorwort zum Jahrbuch 1926 der UE, das unter dem Titel „25 Jahre Neue Musik“ erschien, schrieb Emil Hertzka im Vorwort:
„Ein Vierteljahrhundert rastloser Arbeit liegt hinter uns. Der Rückschau gelte eine Atempause. Unser Ziel liegt noch fern und der Weg dahin ist weit. Wir gehen ihn aber leichten Schrittes, unbeschwert, denn wir gehen mit der Jugend. Von ihr lassen wir uns führen und irren mit ihr auch ohne Bedenken auf ungegangene, dornige Pfade. Wir fühlen, sie findet immer den rechten Weg vorwärts. Der Glaube an die Jugend, die Freude, dass wir für sie schon etwas geworden sind, und die Hoffnung, ihr noch viel mehr werden zu dürfen, geben uns die Kraft, unbeirrt weiter zu schreiten.“

## Anmerkung
1. ↑  Die Aufzählung folgt der zeitlichen Abfolge der Bindung an die Universal Edition.

| Personendaten    | Personendaten             |
| ---------------- | ------------------------- |
| NAME             | Hertzka, Emil             |
| KURZBESCHREIBUNG | österreichischer Verleger |
| GEBURTSDATUM     | 3. August 1869            |
| GEBURTSORT       | Pest, Österreich-Ungarn   |
| STERBEDATUM      | 9. Mai 1932               |
| STERBEORT        | Wien                      |